# Felosa-unicolor

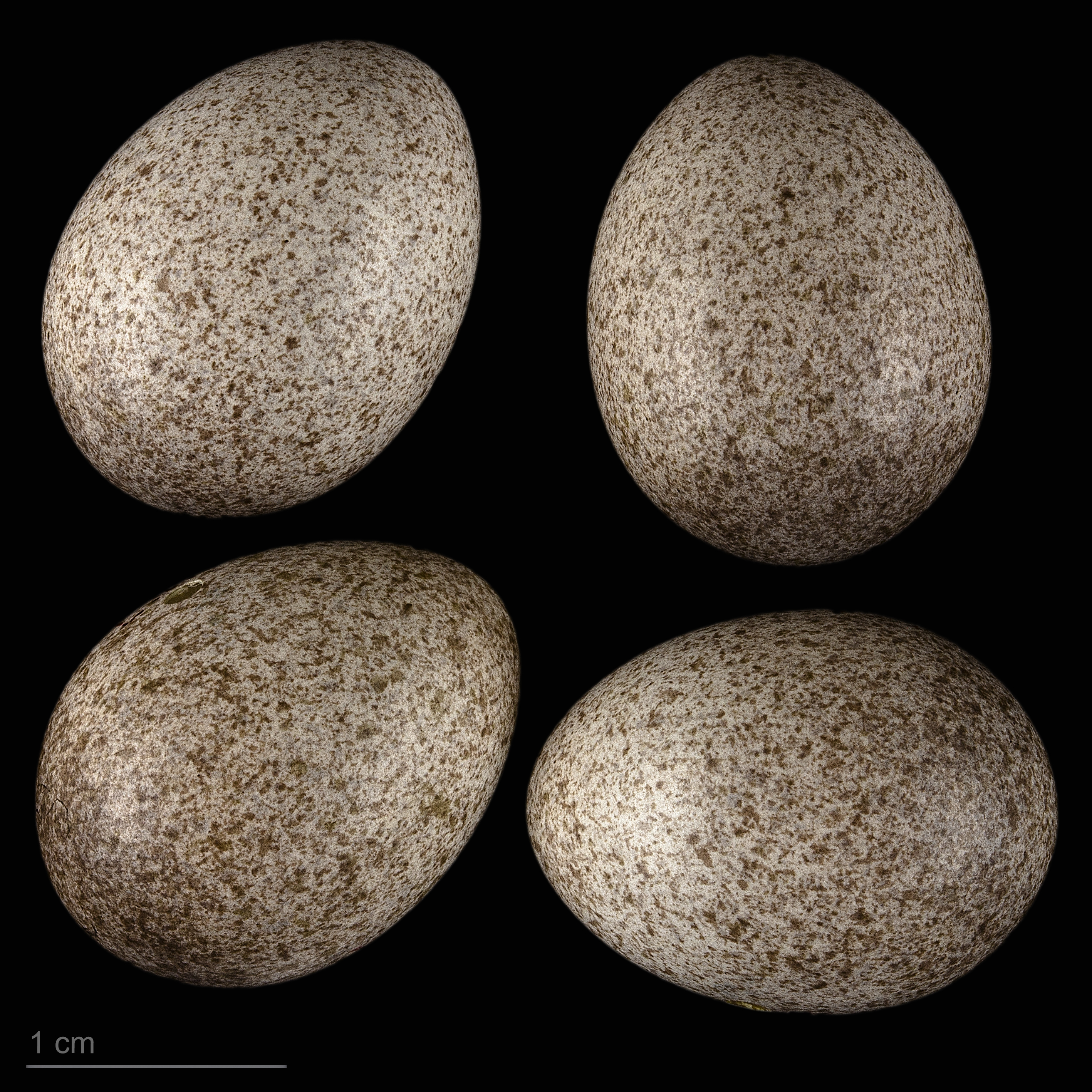
Locustella luscinioides - MHNT

A felosa-unicolor (Locustella luscinioides) é uma ave da família Megaluridae.
Caracteriza-se pela plumagem acastanhada e pelo bico fino.
Esta felosa distribui-se pela Europa e pela Ásia central, de forma bastante fragmentada. É uma espécie migradora que inverna na África tropical.
Frequenta formações palustres, como caniçais e tabuais, onde nidifica. O seu canto faz lembrar o de um insecto (cigarra).